# París-Tours 1945
La París-Tours 1945 fue la 39.ª edición de la clásica París-Tours. Se disputó el 29 de abril de 1945 y el vencedor final fue el francés Paul Maye, que se impuso al sprint en la línea de meta.  
De esta manera, Maye se convierte en el segundo ciclista que consigue tres victorias en esta carrera. Una hecho que tan solo han podido igualar Gustave Danneels, Guido Reybrouck y Erik Zabel.

## Clasificación general[3]
|    | Ciclista             | Equipo  | Tiempo     |
| -- | -------------------- | ------- | ---------- |
| 1  | Paul Maye            |         | 6h 48' 37" |
| 2  | Joseph Goutorbe      |         | m.t.       |
| 3  | Emile Idée           |         | m.t.       |
| 4  | Maurice Desimpelaere |         | m.t.       |
| 5  | Robert Renonce       |         | m.t.       |
| 6  | Louis Thiétard       |         | m.t.       |
| 7  | Lucien Teisseire     |         | m.t.       |
| 8  | Urbain Caffi         |         | m.t.       |
| 9  | Albert Sercu         | Dilecta | m.t.       |
| 10 | Camille Danguillaume |         | m.t.       |